# Berto Romero
Berto Romero, né le 17 novembre 1974 à Manresa, (Catalogne, Espagne), est un humoriste espagnol, également chroniqueur, animateur de radio et de télévision.

## Théâtre
Il est l'un des fondateurs de la compagnie de théâtre El Cansancio, avec laquelle il se produit dans diverses salles d'Espagne, notamment à Barcelone.

## Radio
Sans abandonner les planches, il devient animateur sur Ràdio 4, la station en catalan de Radio Televisión Española. Avec ses complices d'El Cansancio, il collabore également à des émissions de Cadena SER (Radio Barcelona), Catalunya Ràdio et RAC 1. Actuellement, Berto Romero et l'équipe d'El Cansancio co-animent l'émission "El matí i la mare que el va parir" sur Ràdio Flaixbac.

## Télévision
Berto Romero fait ses premières apparitions télévisuelles sur La 2 de TVE puis sur la chaîne publique catalane (TV3). Plus tard, ses monologues sont partie intégrante de l'émission Que no surti d'aquí ("Que ça reste entre nous") sur la télévision privée 8tv.
À partir de 2007, il fait des interventions ponctuelles dans le late-show d'Andreu Buenafuente sur Antena 3. Lorsque Andreu Buenafuente passe sur La Sexta, Berto Romero devient son principal collaborateur et scénariste. Il dispose dans chaque émission d'une chronique intitulée "Bertovisión", où il décrypte avec humour articles et photos d'actualité.
En 2008, il assure le remplacement estival d'Andreu Buenafuente à la présentation de l'émission.
En mars 2009, il a animé le dimanche soir une émission, El programa de Berto, toujours sur la Sexta.

## Divers
En 2008, il publie en collaboration avec Xavi Tribó Cero Estrellas / Zero Estrelles (Zéro Etoiles), un recueil de critiques fictives et fantaisistes.